# Shenzhou 8
Shenzhou-8 (en chinois : 神舟八号) est une mission spatiale sans équipage du vaisseau spatial Shenzhou de l'agence spatiale chinoise,  dont l'objectif principal est de tester les procédures de rendez-vous spatial et d'amarrage avec le laboratoire spatial Tiangong 1 mis en orbite quelques semaines auparavant. Il s'agit d'une répétition du vol Shenzhou 9 qui doit amener un équipage à bord du laboratoire en 2012. Shenzhou-8 fait partie du programme spatial habité chinois Shenzou.

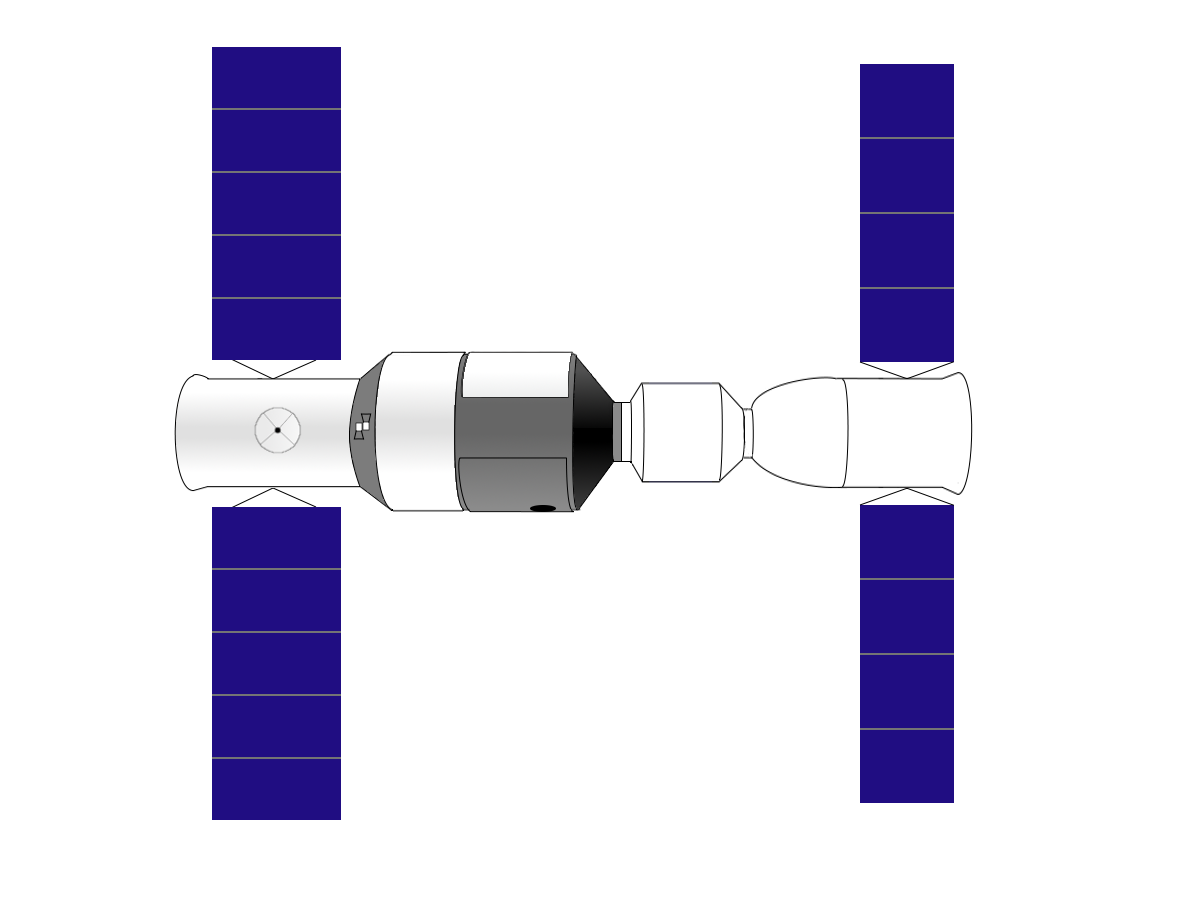
Schéma de Tiangong 1 (à gauche dans le schéma) amarré au vaisseau spatial Shenzhou.

Shenzhou-8 est lancé le 31 octobre 2011 (UTC) par une fusée Longue Marche 2F depuis la base de lancement de Jiuquan. Le 2 novembre, le vaisseau s'amarre au laboratoire spatial Tiangong 1 lancé le 29 septembre 2011,. Le 14 novembre, Shenzhou 8 se sépare du module, recule de 140 mètres et s'en rapproche à nouveau pour un second amarrage au-dessus de la Chine. Le 16 novembre, Shenzhou effectue une nouvelle séparation et rentre sur Terre le lendemain, après 16 1/2 jours en orbite. La mission était de tester la capacité du vaisseau à résister à une exposition prolongée dans l'espace et vérifier qu'il peut revenir intact sur Terre. Il emportait par ailleurs des expériences scientifiques ; l'une d'entre elles, portant sur un échantillon biologique, a été développée par l'Agence spatiale européenne.